# 埼玉県立大宮北特別支援学校
埼玉県立大宮北特別支援学校（さいたまけんりつ おおみやきたとくべつしえんがっこう）は、埼玉県さいたま市西区中釘にある公立特別支援学校。

## 沿革
- 1987年4月1日 - 埼玉県立大宮北養護学校が開校する。
- 2008年4月1日 - さいたま西分校が埼玉県立大宮武蔵野高等学校内に設置される。
- 2009年4月1日 - 埼玉県立大宮北特別支援学校と改称される。

## 学部
- 小学部
- 中学部
- 高等部

## 通学区域
- さいたま市
  - 西区全域
  - 北区（宮原中学校学区のみ）
  - 大宮区（桜木中学校、三橋中学校、大成中学校学区）
  - 中央区全域
  - 浦和区（常盤中学校学区のみ）
  - 桜区全域
  - 南区（内谷中学校学区のみ）